# Osmole
L'osmole (simbolo Osm) è l'unità di misura del numero di particelle che contribuiscono alla pressione osmotica di una soluzione.
Per il calcolo delle osmoli, e quindi dell'osmolarità, occorre considerare il grado di dissociazione che il soluto presenta. Ad esempio, una mole di glucosio in soluzione acquosa corrisponde a una osmole, dal momento che il glucosio non subisce in acqua alcuna dissociazione. Invece, una mole di cloruro di sodio corrisponde a due osmoli, dal momento che il cloruro di sodio subisce dissociazione liberando uno ione cloruro e uno ione sodio. Per acidi, basi e sali poco solubili, occorrerà tener conto del grado di dissociazione.